# Juan Gerardi

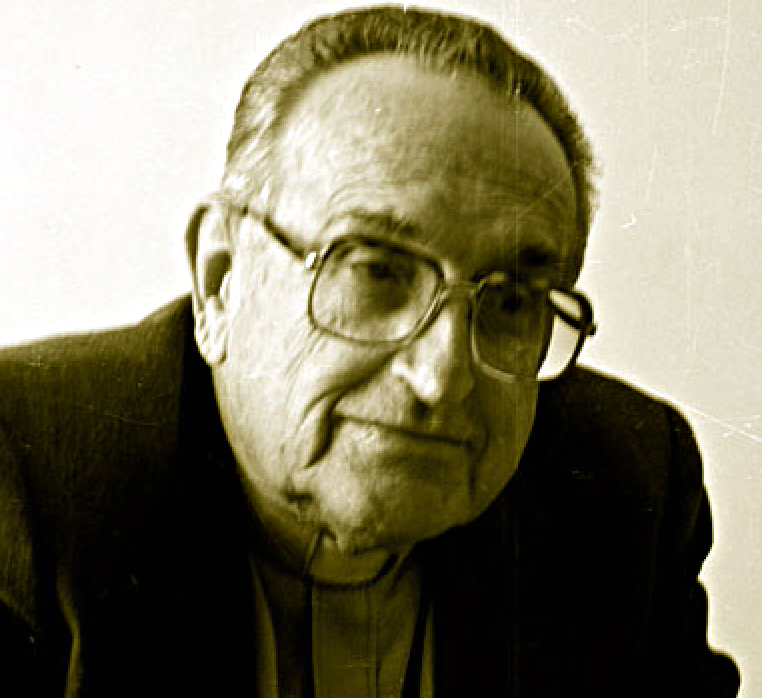
Juan Gerardi em 1996.

Juan José Gerardi Conedera (27 de dezembro de 1922 - 26 de abril de 1998) foi um bispo católico romano guatemalteco e defensor dos direitos humanos que trabalhou por muito tempo com os povos indígenas maias do país.
Na década de 1970, obteve o reconhecimento governamental das línguas indígenas como línguas oficiais e ajudou a obter permissão para estações de rádio transmitirem em línguas indígenas. Em 1988, foi nomeado para a Comissão de Reconciliação Nacional para iniciar o processo de responsabilização pelos abusos durante a guerra civil. Também trabalhou no Projeto de Recuperação da Memória Histórica, patrocinado pela Igreja Católica.
Dois dias depois de anunciar a divulgação do relatório do projeto sobre as vítimas da Guerra Civil Guatemalteca, Guatemala: Nunca Más!, em abril de 1998, Gerardi foi agredido em sua garagem e espancado até a morte.
Em 2001, no primeiro julgamento em um tribunal civil de militares na história da Guatemala, três oficiais do Exército foram condenados pelo assassinato de Gerardi e sentenciados a longas penas de prisão. Um padre, Mario Orantes, foi condenado como cúmplice e também sentenciado.
Ele foi declarado mártir pelo Papa Francisco em 2020, abrindo caminho para sua eventual beatificação.
Seu homicídio foi tema do documentário estadunidense de 2020 The Art of Political Murder, produzido por George Clooney e Grant Heslov, e lançado pela HBO.